# IGR J17091-3624

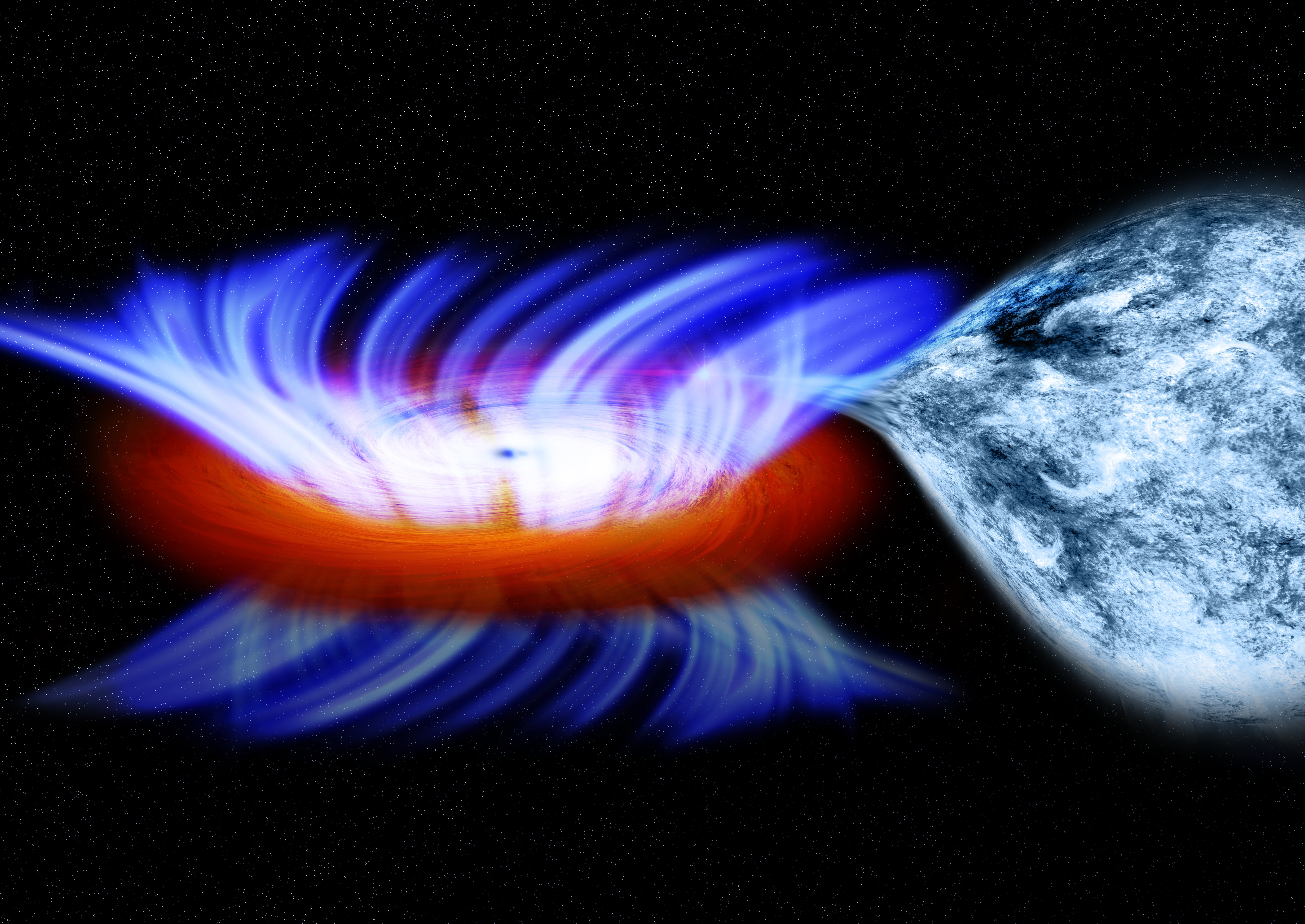
تصور الفنان وانطباعه عنالنظام الثنائي للثقب الأسود النجمي آي جي آر جيه 17091-3624.

آي جي آر جيه 17091-3624 (IGR J17091-3624) هو ثقب أسود نجمي يبعد عنا 28,000 سنة ضوئية. يوجد الثقب في كوكبة العقرب في مجرة درب التبانة.

## الاكتشاف
تم اكتشاف الثقب الأسود النجمي آي جي آر جيه 17091 بواسطة القمر الصناعي مسبار روسّي لقياس التوقيت السيني التابع لوكالة ناسا الفضائية في عام 2011.

## الوصف
تتراوح كتلة الثقب الأسود النجمي آي جي آر جيه 17091 بين 3 - 10 كتل شمسية. وهو عبارة عن نظام ثنائي يدور فيه نجم حول الثقب الأسود. وبفضل حجمه الصغير، فإن ذلك يجعله مرشحًا ليكون أصغر ثقب أسود تم اكتشافه وستظل هذه النتيجة ثابتة غير متغيرة حيث يُعد حجمه الصغير هو الحد الأدنى بالنسبة لأحجام الثقوب السوداء.
اكتشف مرصد شاندرا الفضائي للأشعة السينية عام 2011 أن الثقب الأسود آي جي آر جيه 17091 ينتج أسرع قدر من الرياح قد يأتي من قرص متنامي وتبلغ سرعته 20 مليون ميل في الساعة (3% من سرعة الضوء). وهذه الرياح أسرع 10 مرات من أعلى سرعة رياح تم قياسها فيما بعد. وفقًا لأشلي كينج الأستاذ بـ جامعة ميشيغان «وعلى خلاف التصور الشائع عن الثقوب السوداء وجذبها للمواد التي تقترب منها، فقد تم اكتشاف أن 95% من المواد العالقة بالقرص الموجود حول الثقب آي جي آر جيه 17091 يتم طردها بواسطة الرياح.»
يُصدر الثقب الأسود النجمي آي جي آر جيه 17091 انبعاثات متغيرة وغريبة من الأشعة السينية أو نبضات تشبه «نبضات القلب» وجميعها صغيرة الحجم شبه دورية، وتنبعث منه انفجارات تتكرر خلال مدة زمنية تتراوح ما بين 5 إلى 70 ثانية. وعلى الرغم من أنه تم رصد تباين مماثل في انبعاثات الأشعة السينية الصادرة من الثقب الأسود جي آر إس 1915+105، فإن الانفجارات الناتجة عن الثقب الأسود آي جي آر جيه 17091 أقل قوةً وسطوعًا بمعدل 20 مرة.

## وصلات خارجية
- NASA's Chandra Finds Fastest Winds From Stellar-Mass Black Hole - Chandra.Harvard.edu
- NASA's RXTE Detects 'Heartbeat' of Smallest Black Hole Candidate - NASA.gov, with animation